# ハムサラダ
ハムサラダ（英: ham salad）は、アングロアメリカの伝統的なサラダである。ポテトサラダ、マカロニサラダ、豆サラダ等のデンプン質のサラダやチキンサラダ、エッグサラダ、ツナサラダに似る。ハムと少量のレリッシュをたっぷりのマヨネーズ、サラダクリームまたはミラクルホイップのようなドレッシングと和える。

## 概要
ハムサラダは、ミンチ、角切りまたは挽いたハムとマヨネーズまたは他のドレッシング、角切りのピクルスまたはレリッシュから作られる。みじん切りにした生のセロリやタマネギが加えられることもある。生のキュウリ、ニンジン、ピメント、スイートコーン、トマトが加えられることもある。他に刻んだゆで卵やチーズ、豆、茹でたジャガイモを用いることもある。冷やして供される。
他のマヨネーズベースの肉類のサラダと同様に、出来上がりは粒々の残る塊状で、クラッカーに乗せるスプレッドやパンに挟んでサンドイッチ（ハムサンドイッチ）として食べられることも多い。
ハムサラダは、ペンシルベニア州西部では今でも人気が高く、豚肉やハムの生産の長い歴史がある北中西部、中部大西洋岸、南東部でも人気がある。
他のアングロアメリカのサラダと同様に、ハムサラダのレシピは、地域や家庭による違いが大きい。ハムの代わりにボローニャソーセージ、スパム、その他の塩漬け肉やソーセージを使うレシピもある。